# Кожен побачить сонце
«Кожен побачить сонце» — науково-фантастичне оповідання українського радянського письменника Юрія Герасименка, вперше надруковане 1965 року харківським видавництвом «Прапор» в однойменному збірнику.

## Сюжет
Двоє хлопців з дитинства дружать, але згодом їхні шляхи розходяться. Сорок років по тому вони знову зустрілися. Перший — сліпий революціонер, який поставив собі за мету зламати капіталістичну систему. Другий — аполітичний лікар-науковець, який розробляє прилад штучного зору. Вони сперечаються щодо новин про революцію в одній країні. Перший підтримує її, другий вважає, що боротьба марна і тільки примножує страждання. Лікар вважає комуністів і капіталістів однаковими та хвалить свого спонсора-мільйонера, якого вважає дуже чесною людиною. Він дає другові дитинства свій винахід, а згодом лікаря заарештовують.
На суді лікар дізнається, що його друг — ватажок повстанців, який тепер знову став зрячим.